# كلية الفنون الجميلة (جامعة الإسكندرية)
كلية الفنون الجميلة بجامعة الأسكندرية تعتبر من أهم وأرقى كليات جامعة الأسكندرية، وتنقسم إلى قسمين قسم للعمارة وقسم للفنون.

## تاريخ إنشاء كلية الفنون الجميلة
- تم إنشاء كلية الفنون الجميلة عام 1908 في مصر، وكانت تعرف آنذاك بـ مدرسة الفنون الجميلة. وحتى أصبحت عام 1910 تحت إشراف الجامعة المصرية الأهلية ولم تستمر إلا حتى أكتوبر 1910.
- ثم بعد ذلك ألحقت بإدارة التعليم الفني بوزارة المعارف، وفي عام 1928 أدخلت مدرسة الفنون الجميلة المصرية مرحلة جديدة وأصبحت مدرسة عليا حتى تم تسميتها مدرسة الفنون العليا، وكان شرط الالتحاق بها أن يتم الطالب دراسته في المدرسة التحضيرية للفنون الجميلة والتي أنشأتها وزارة المعارف.
- وفي عام 1937 أضيفت سنة إعدادية لسنوات الدراسة الأربع، فأصبحت مدة الدراسة خمس سنوات وذلك بعد أن تم إلغاء نظام المدرسة التحضيرية وحدد القبول بالمدرسة للحاصلين على شهادة إتمام الدراسة الثانوية (شهادة الكفاءة لأقسام الفنون وشهادة البكالوريا لقسم العمارة) وذلك بعد اجتياز امتحان دقيق للقدرات.
- وبعد قيام ثورة 23 يوليو عام 1952 عدل اسم المدرسة إلى كلية الفنون الجميلة.و قد ضمت إلى وزارة التعليم العالي عام 1961 بعد أن كانت تابعة لوزارة التربية والتعليم.

ثم ضمت إلى جامعة حلوان في أكتوبر عام 1975.
- الآن تم افتتاح قسم للتعليم المفتوح في كلية الفنون الجميلة جامعة الإسكندرية قسم عمارة بمصاريف حوالى 6000 جنية في العام وقسم العمارة يعتبر من ارقى اقسام كلية الفنون الجميلة

## موقع كلية الفنون الجميلة بجامعة الأسكندرية
تقع الكلية حالياً في «أربع مبانى» في منطقة جليم بالأسكندرية وهذة المبانى كانت قصوراً فهناك
1 ـ المبنى الرئيسى ويسمى «مبنى مظلوم» ويوجد به قسمى «العمارة، النحت» بالإضافة إلى المكاتب الإدارية مثل مكتب عميد الكلية ومكاتب السادة وكلاء الكلية الثلاثة وباقى الأقسام الإدارية بالكلية وقد خصص لها محطة ترام تحمل اسم الكلية أما المبانى الثلاثة الأخرى هي: ـ
- مبنى «عمر طوسون»ويوجد به قسم «الديكور»
- مبنى «جليم» ويوجد بهلا قسم «التصميمات المطبوعة»
- مبنى "جناكليس"'لتبت ويوجد به قسم التصوير بفرعيه العام والجدارى"

== أقسام كلية الفنون الجميلة بجامعة الأسكندرية
تضم كلية الفنون الجميلة بجامعة الأسكندرية قسمين:
قسم العمارة و قسم الفنون.
- وينقسم قسم الفنون العام إلى: قسم التصميمات المطبوعة - قسم التصوير - قسم النحت

أما قسم العمارة فهو قسم مستقل بذاته.
و هناك  قسم الديكور وكان يعتبر من جزء الفنون لأن الديكور فن أولاً وأخيراً، ولكن الآن يعتبر قسم مستقل بذاته وله شروط خاصة للقبول به ويمكن لطلبة العلمي علوم الانضمام به ولكن بنسب يحددها مجلس الكلية.
الدراسة بالكلية عملية ولا يتبع فيها نظام الانتساب. ومدة الدراسة خمس سنين للحصول على درجة البكالوريوس.
- في قسم العمارة: خمس سنوات (منها سنة إعدادي في تخصص العمارة).في قسم ديكور خمس سنوات (منها سنة اعدادي في تخصص الديكور)
- في أقسام الفنون: خمس سنوات (منها سنة إعدادية عامة لكل اقسام الفنون)...

## المسميات الوظيفية
في قسم العمارة المسمى الوظيفي لخريج قسم العمارة أو قسم الهندسة المعمارية: مهندس معماري.
- وهذا القسم هو الوحيد الذي يمكن لخريجينه الانضمام إلى نقابة المهندسين والتمتع بامتيازات المهندسين. كما أن الشهادة الدراسية تسمى بكالوريوس فنون جميلة - قسم العمارة. ويمكن العمل بها في أي شركة وفي أي دولة، ففرص العمل متاحة حتى الآن.ويقبل قسم العمارة شهادات الثانوية الصناعية قسم فنون النحت والبناء والتشطيب الدفعة الجديدة 2010/2011بعد دراسة ماده الفيزياء ويكون الالتحاق حسب التنسيق الذي يتقدم اليه الطالب في نفس العام
- وبالنسبة لأقسام الفنون: فقسم الديكور يخرج مهندسين ديكور وسوف يتبع لنقابة التشكيليين، أما قسم النحت والجرافيك والتصوير فيخرج رسامين ونحاتين ومصممين جرافيك أو مطورين جرافيك. وكل أقسام الفنون لا تتبع نقابة المهندسين، بل تتبع نقابة التشكليين.

## فرص العـمل
- فرص العمل متاحة للكثير من الطلاب، نظراً لأن العدد في كليات الفنون الجميلة (المنيا - الأسكندرية - حلوان - الأقصر-المنصورة) يعتبر قليل بالنسبة للكليات الأخرى.

## الموقع الرسمي للكلية
تم إطلاق الموقع الرسمي للكلية على الإنترنت في أغسطس 2010..
و يمكنكم زيارته من الرابط التالي:
http://www.fineart.alex.edu.eg
http://www.fineartalex.net/